# Sophie Chauveau
Sophie Chauveau (ur. 12 czerwca 1999 w Genewie) – francuska biathlonistka, medalistka mistrzostw świata, trzykrotna medalistka mistrzostw świata juniorów.

## Kariera
Po raz pierwszy na arenie międzynarodowej pojawiła się 10 grudnia 2016 roku w Lenzerheide, gdzie w zawodach Pucharu IBU juniorów zajęła 24. miejsce w biegu indywidualnym. W 2017 roku wystartowała na olimpijskim festiwalu młodzieży Europy w Erzurum, gdzie zdobyła srebrny medal w sztafecie mieszanej. Dwa lata później zdobyła złoty medal w sztafecie oraz brązowy w biegu pościgowym na mistrzostwach świata juniorów w Osrblie. Ponadto zwyciężyła w sztafecie podczas mistrzostw świata juniorów w Obertilliach w 2021 roku.
W zawodach Pucharu Świata zadebiutowała 30 listopada 2022 roku w Kontiolahti, zajmując 37. miejsce w biegu indywidualnym. Tym samym już w debiucie zdobyła pierwsze punkty. Na podium zawodów tego cyklu pierwszy raz stanęła 5 stycznia 2024 roku w Oberhofie, kończąc rywalizację w sprincie na trzeciej pozycji. W zawodach tych wyprzedziły ją jedynie Justine Braisaz-Bouchet i Franziska Preuß.
Na mistrzostwach świata w Novym Měscie w 2024 roku reprezentacja Francji w składzie: Lou Jeanmonnot, Sophie Chauveau, Justine Braisaz-Bouchet i Julia Simon wywalczyła złoty medal w sztafecie kobiet.

## Osiągnięcia

### Mistrzostwa świata
| Rok  | Miejscowość | Konkurencje | Konkurencje | Konkurencje | Konkurencje | Konkurencje | Konkurencje | Konkurencje |
| Rok  | Miejscowość | IN          | SP          | PU          | MS          | RL          | MR          | SR          |
| ---- | ----------- | ----------- | ----------- | ----------- | ----------- | ----------- | ----------- | ----------- |
| 2023 | Oberhof     | –           | 27.         | 9.          | –           | –           | –           | –           |
| 2024 | Nové Město  | –           | 4.          | 4.          | 18.         | 1.          | –           | –           |

### Mistrzostwa świata juniorów
| Rok  | Miejscowość  | Konkurencje | Konkurencje | Konkurencje | Konkurencje | Konkurencje | Konkurencje | Konkurencje |
| Rok  | Miejscowość  | IN          | SP          | PU          | MS          | RL          | MR          | SR          |
| ---- | ------------ | ----------- | ----------- | ----------- | ----------- | ----------- | ----------- | ----------- |
| 2018 | Otepää       | 23.         | 10.         | 20.         | nd.         | –           | nd.         | nd.         |
| 2019 | Osrblie      | 29.         | 5.          | 3.          | nd.         | 1.          | nd.         | nd.         |
| 2021 | Obertilliach | 33.         | 10.         | 22.         | nd.         | 1.          | nd.         | nd.         |

### Puchar Świata

#### Miejsca w klasyfikacji generalnej
| Sezon     | Miejsce |
| --------- | ------- |
| 2022/2023 | 21.     |
| 2023/2024 | 20.     |
| 2024/2025 | 41.     |

#### Miejsca na podium indywidualnie
| Lp. | Dzień      | Rok  | Miejscowość | Konkurencja      | Lokata | Pudła | Czas biegu | Strata | Zwycięzca               |
| --- | ---------- | ---- | ----------- | ---------------- | ------ | ----- | ---------- | ------ | ----------------------- |
| 1.  | 5 stycznia | 2024 | Oberhof     | Sprint na 7,5 km | 3.     | 1+0   | 22:43,0    | +4,6   | Justine Braisaz-Bouchet |
| 2.  | 13 grudnia | 2024 | Hochfilzen  | Sprint na 7,5 km | 2.     | 0+0   | 21:06,0    | +7,7   | Franziska Preuß         |